# Cofradía Penitencial de Nuestro Padre Jesús Crucificado y Nuestra Madre Dolorosa (Palencia)
La Cofradía penitencial de Nuestro Padre Jesús Crucificado y Nuestra Madre Dolorosa es una de las nueve cofradías que organizan la Semana Santa de la ciudad de Palencia. Es conocida coloquialmente como "cofradía de Jesús Crucificado", y sus cofrades como los "luises" o "kostkas".

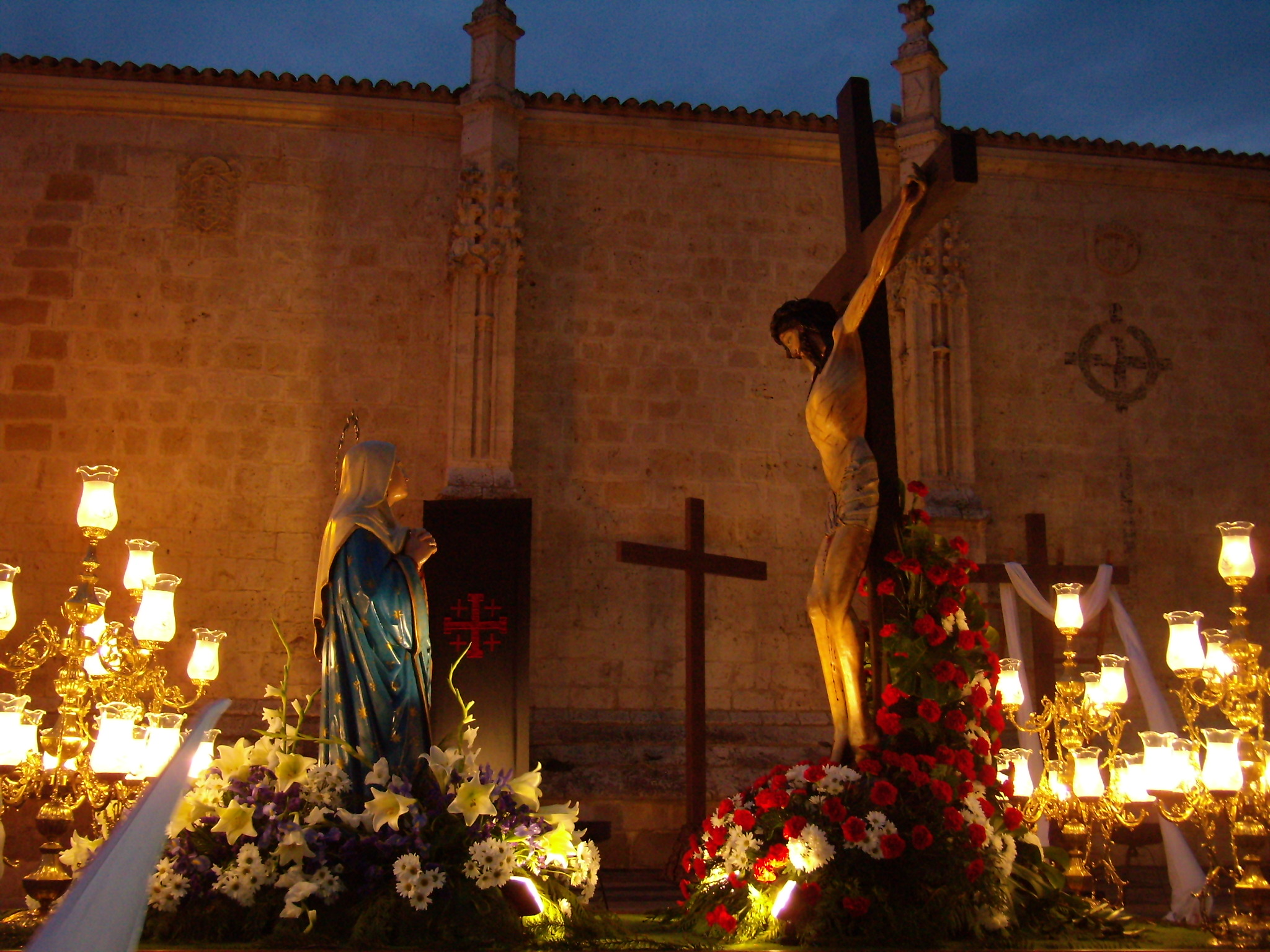
Paso con las dos imágenes titulares de la cofradía, el Viernes Santo en la Procesión de Pasión y del Santo Entierro.

## Historia
Fue la cofradía más joven de la ciudad hasta el año 2003. En el año 1952, trece miembros palentinos de las Congregaciones Marianas de los Luises comienzan una serie de reuniones que cristalizarán a principios del año 1953 con la fundación oficial de la cofradía en torno al convento de San Francisco, donde se encontraban y aún se encuentran las imágenes del Jesús Crucificado de Alejo de Vahía (el paso más antiguo de la Semana Santa palentina, datando de finales del siglo XV) y la de Nuestra Madre Dolorosa (siglo XIX).  
El Crucificado desfila como única imagen el Lunes Santo en la procesión organizada por esta cofradía, y en la procesión del Jueves Santo por la mañana. Por su parte, la imagen de la Virgen Dolorosa desfila el Sábado Santo junto a otras cuatro imágenes marianas en la procesión de la Soledad de la Virgen. Ambas imágenes desfilan unidas en un solo paso el Viernes Santo en la procesión del Santo Entierro. A pesar de que las cofradías decidieron en el año 2011 por unanimidad que en la procesión del Santo Entierro sólo desfilarían pasos de la cofradía del Santo Sepulcro, que es la que organiza el desfile, el paso con las dos imágenes de esta cofradía puede desfilar junto con otras tres imágenes ajenas a la organizadora, lo que pone de relieve su importancia, tradición y la devoción popular que suscita.
Actualmente, la congregación cuenta con unos 200 hermanos.
La policía local de Palencia es hermana mayor honoraria de esta cofradía, y por este motivo escoltan a su paso titular en la procesión del Santo Entierro.

## Hábito
Los cofrades de esta hermandad visten un hábito sencillo que recuerda al de la Virgen María: túnica y capillo blancos con un cíngulo blanco como símbolo de pureza y una capa de azul claro a juego con los botones, color asociado con la Virgen Inmaculada. El calzado está generalmente formado por unas zapatillas de esparto y como objeto adicional llevan una vara de madera que en su parte alta dispone de un travesaño formando una cruz. Complementa el hábito una sencilla medalla que consta de un cordón trenzado de color azul con un crucifijo de madera colgado. Es una de las dos cofradías de la ciudad cuyo hábito no incluye guantes.

## Sede
Su sede se encuentra en la iglesia de San Francisco de Palencia; las imágenes se hallan expuestas durante todo el año en la entrada principal, donde son objeto de veneración popular.

## Pasos de la cofradía
- Nuestro Padre Jesús Crucificado tallado por Alejo de Vahía. Se trata de una imagen tardogótica de gran realismo. El cristo se presenta delgado y muy estilizado, según el estilo de este artista de finales del periodo Gótico.

- Nuestra Madre Dolorosa, imagen decimonónica de María orante al pie de la cruz, con la vista levantada y dirigida al Crucificado. La expresión de la Virgen muestra el dolor por la muerte de su hijo, lo que se acentúa por la posición de las manos entrelazadas a la altura del pecho. Viste un vestido azul con detalles dorados y un velo claro.

## Procesiones a su cargo
- Procesión de las Cinco Llagas: Lunes Santo
- Santo Vía-Crucis: Sábado Santo